# کوه جیس
کوه جَیس (به عربی:  جبل جیس ) نام کوهی است در شمال عمان و شمال شرقی امارت رأس‌الخیمه که یکی از امارات هفتگانه دولت امارات متحده عربی در شبه جزیره عربستان است. این کوه بر فراز شعر شعم در شمال «امارت رأس‌الخیمه» و در وسط رشته‌کوه‌های حجر قرار دارد، و یکی از مناطق گردشگری و دیدنی شهر رأس الخیمه و از نقاط دیدنی امارات متحده عربی به‌شمار می‌آید.
در پیرامون این کوه جانوران و پرندگان مختلفی زندگی می‌کرده‌اند، همچنین در پایه و قله کوه
درخت‌های گوناگون و تنومند مانند: کُنار، و سمر سَلَم، کُور، کِرت و کُوهِنگ به وفرت وجود دارد.

## بلندا
ارتفاع کوه جیس از سطح دریا در میان ۱۹۰۰ متر، و در بعضی جاها تا حدود ۲۰۰۰ متر نیز می‌رسد. این کوه محاذی با حدود کشور پادشاهی عمان است، و در سمت مشرق هم ادامه پیدا کرده تا اینکه رسیده به کوه رمس و با هم رشته‌کوه‌های جنوبی این هستان را تشکیل داده أند.
مدت سه سال در ماهای ژانویه بر قلهٔ این کوه برف باریده و یخ‌بندان شده‌است.
سه شنبه شب ۶ ژانویه ۲۰۰۹، در نیمه‌های شب در حالی که ساکنان این مناطق کوهستانی خواب بودند و در خانه‌های خود که در پایهٔ کوه جیس قرار دارد، از گرمای بخاری‌ها لذت می‌بردند، برف همه را غافلگیر کرد و نوار سفید رنگی را در قلهٔ کوه به وجود آورد تا صبح روز چهارشنبه توجه همگان را به سوی خود جلب کند. اما روز بعد برشدت برف ریزی افزوده شد و تمام قله‌های کوه و حتی پایهٔ کوه را از برف پوشانده شد.

## اولین صعود
قله جیس بلندترین قله امارات متحده عربی در منطقه استراتژیک نظامی و در مرز مشترک عمان واقع شده که دارای ۲ قله است که قله اول در خاک امارات و قله دوم در خاک عمان است.
یاسر ستوده کوهنورد پر افتخار ایرانی که سابقه صعود موفق به ۱۴ قله بلند در کشورهای مختلف جهان را در کارنامه خود دارد توانست در مرداد ماه ۱۴۰۰ و بمناسبت اولین روز محرم به این قله صعود کند و پرچم پر افتخار ایران و پرچم عاشورایی یاحسین (ع) را بر فراز این قله به اهتزاز در بیاورد.
یاسر ستوده توانست بعنوان اولین کوهنورد ایرانی در یک صعود سرعتی به هر دو قله صعود کند. وی این صعود را با شعار اتحاد مسلمین جهان انجام داد.

## زیپ‌لاین کوه جیس
طولانی‌ترین زیپ‌لاین جهان در فوریه ۲۰۱۸ روی این کوه افتتاح شد. طول آن ۲۸۳۲ متر (۹۲۹۱ فوت) است، و کاربران آن با سرعت حداکثر ۱۵۰ کیلومتر در ساعت (۹۳ مایل در ساعت) حرکت می‌کنند، طرح‌هایی وجود دارد، یا وجود داشته، برای اینکه پس از افتتاح این جاده، یک هتل، تله‌کابین، رمپ پرش پاراگلایدر، زمین گلف و پیست اسکی ساخته شود.

## نگارخانه

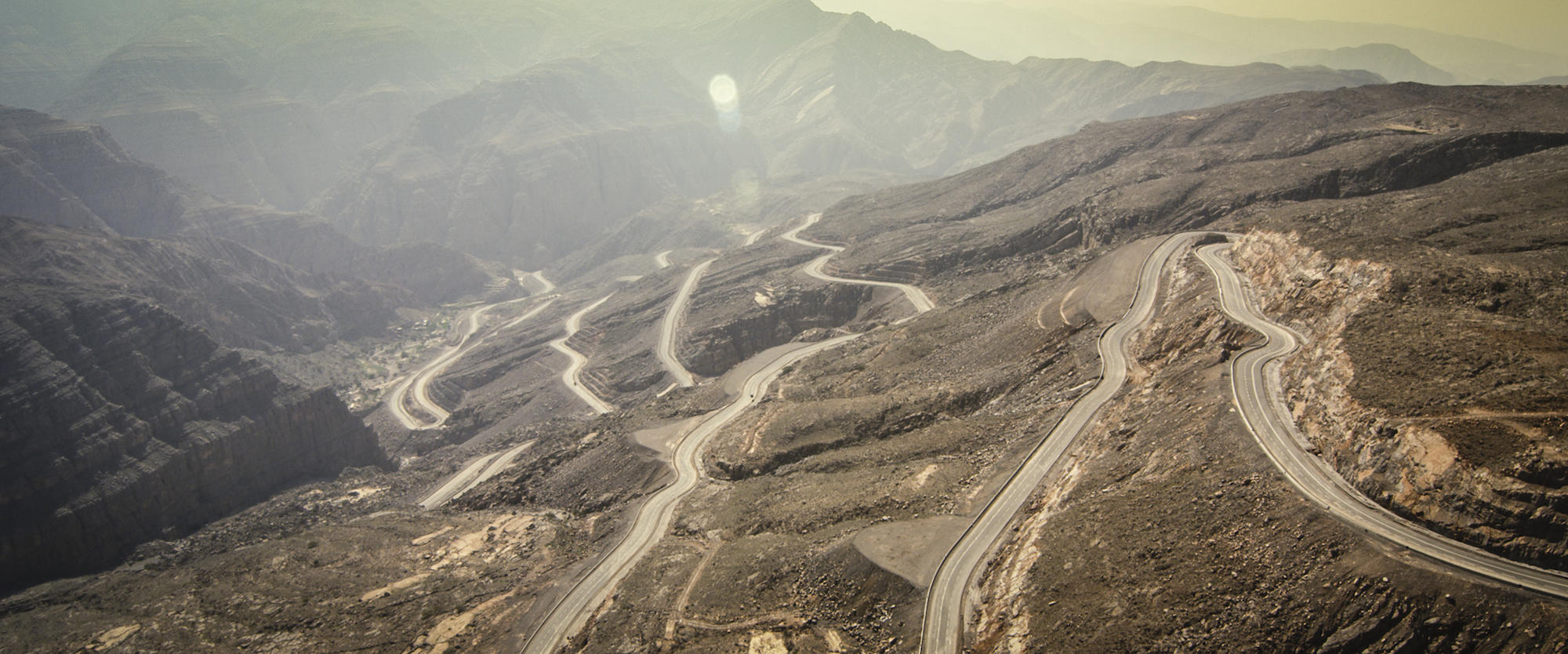
پیچ گیره سر
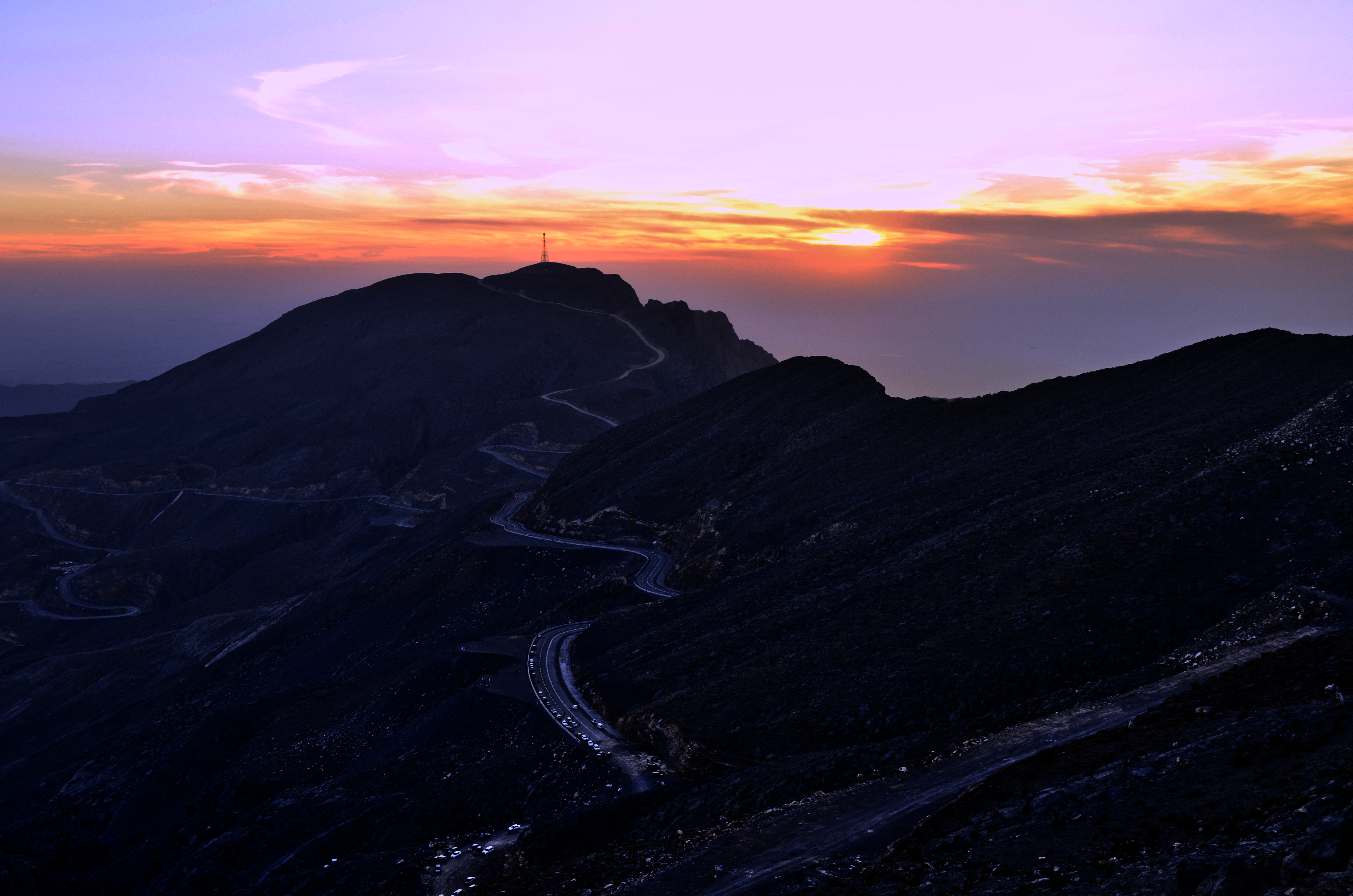
نمای از جاده جبل جویس
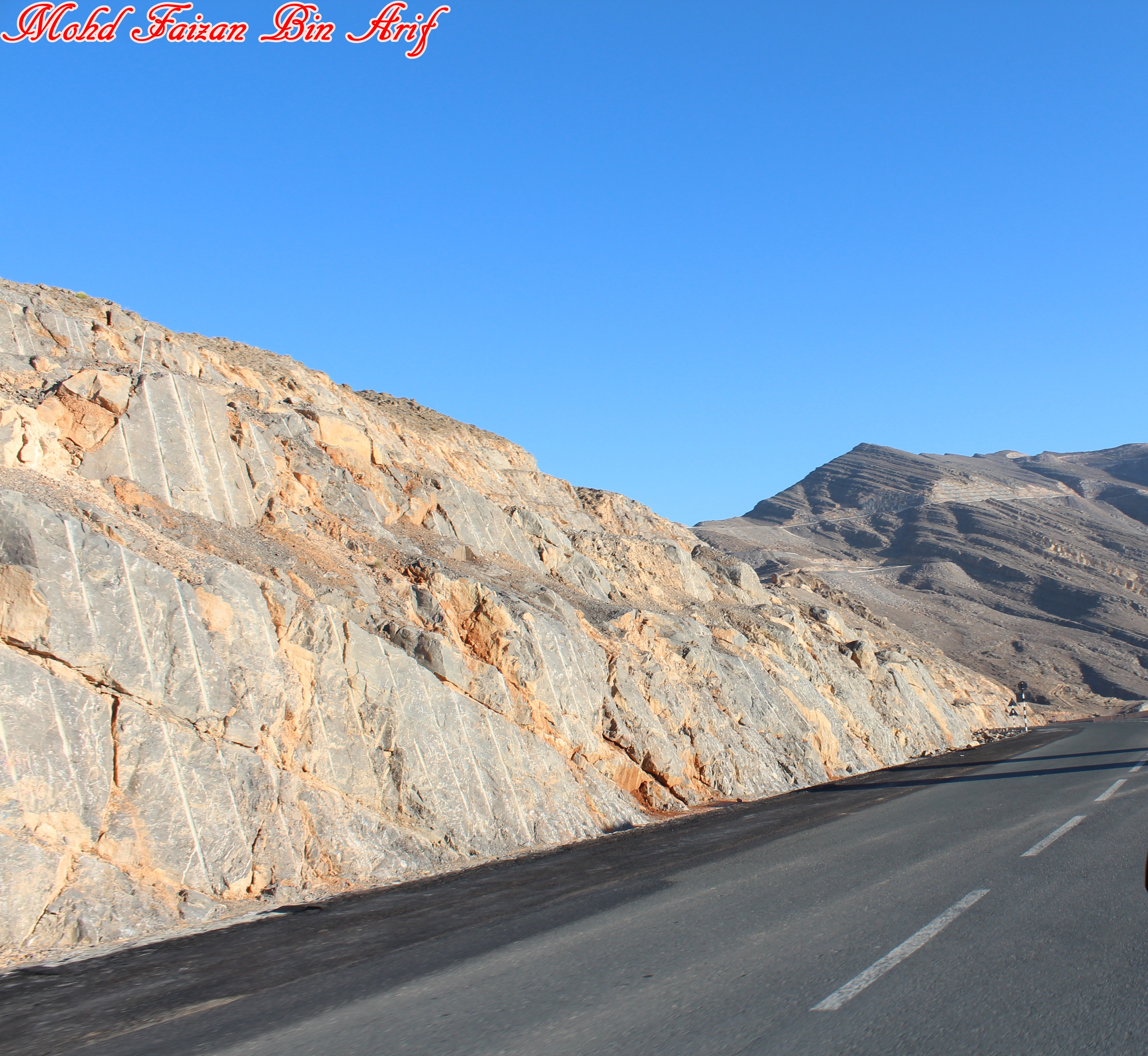
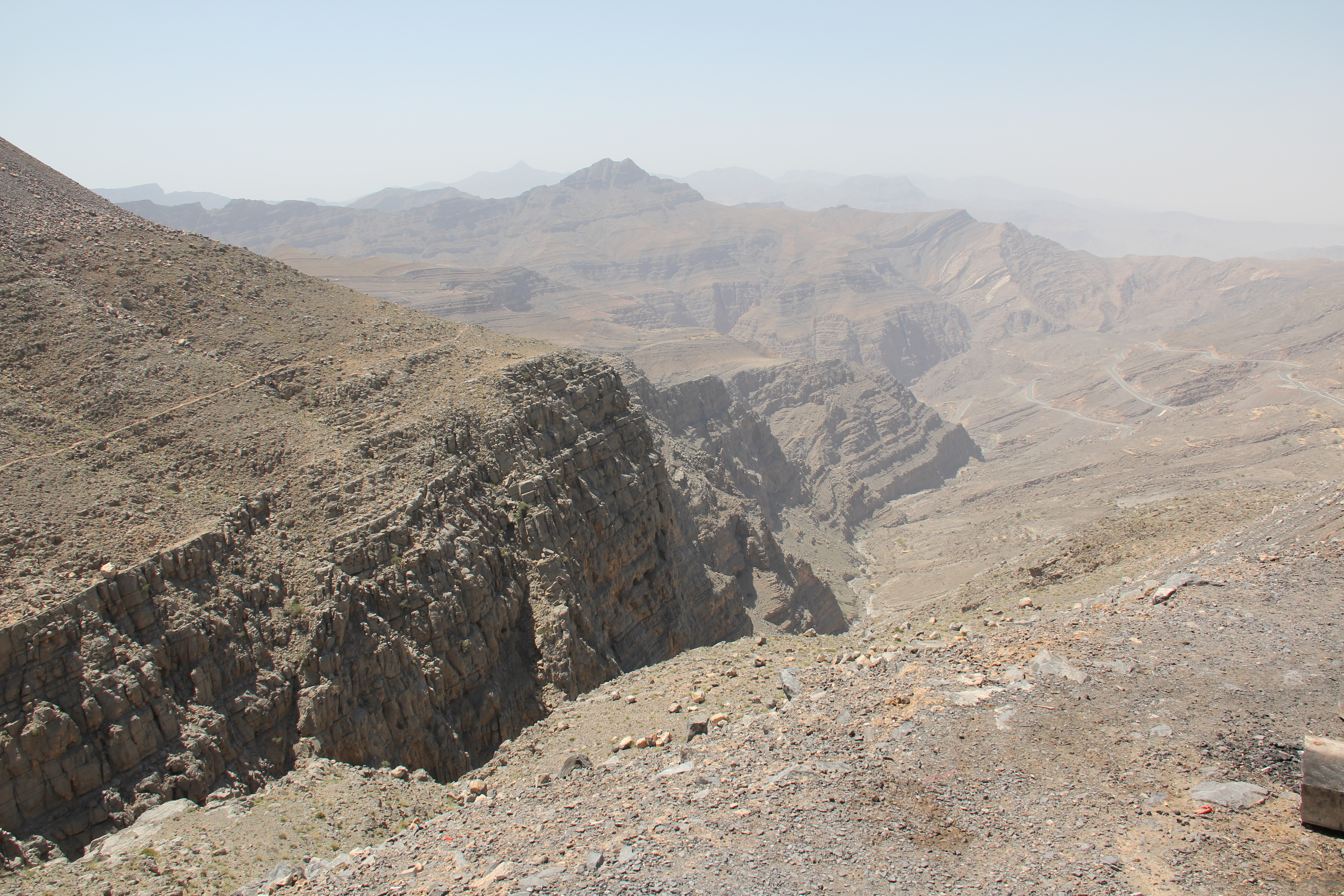
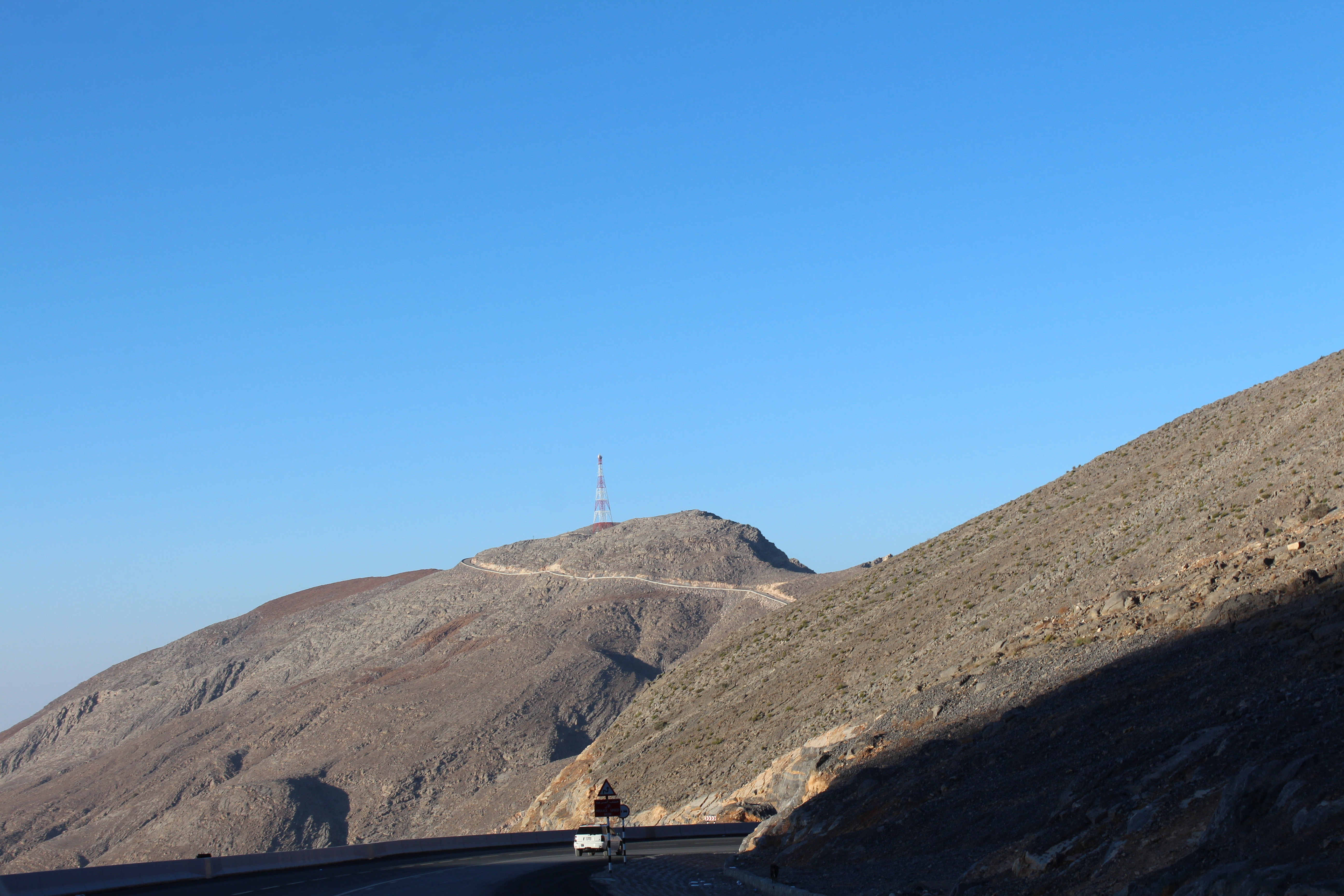
به سمت قله